# Chalahuico
Chalahuico är en ort i Mexiko.   Den ligger i kommunen Tetela de Ocampo och delstaten Puebla, i den sydöstra delen av landet, 160 km öster om huvudstaden Mexico City. Chalahuico ligger 1 657 meter över havet och antalet invånare är 134.
Terrängen runt Chalahuico är kuperad åt sydost, men åt nordväst är den bergig. Terrängen runt Chalahuico sluttar norrut. Runt Chalahuico är det ganska tätbefolkat, med 65 invånare per kvadratkilometer. Närmaste större samhälle är Xochiapulco, 5,8 km söder om Chalahuico. I omgivningarna runt Chalahuico växer i huvudsak städsegrön lövskog.